# Morti nel 2019/Gennaio
| Questa pagina contiene informazioni ricavate automaticamente dalle voci biografiche con l'ausilio del template Bio e di un bot. L'aggiornamento è periodico e automatico e ricostruisce completamente la pagina. Se manca una persona in questa lista, sei pregato di non aggiungerla, ma accertati piuttosto che la sua voce biografica contenga il template Bio e che i dati anagrafici siano correttamente compilati. Se il template Bio manca, inseriscilo tu stesso o, in alternativa, metti l'avviso {{tmp\|Bio}} che ne segnala la mancanza. Se i dati riportati sono sbagliati, correggi direttamente la voce biografica; le modifiche saranno visibili in questa lista entro pochi giorni. Per chiarimenti vedi il progetto biografie. La lista contiene solo le 194 persone che sono citate nell'enciclopedia e per le quali è stato implementato correttamente il template Bio. Pagina aggiornata al 10 ago 2025. |

- 1º gennaio - Jurij Arcutanov, ingegnere russo (n. 1929)
- 1º gennaio - Ivan Milanov Dimitrov, calciatore bulgaro (n. 1935)
- 1º gennaio - Franco Tacelli, calciatore italiano (n. 1944)
- 1º gennaio - Pegi Young, cantante statunitense (n. 1952)
- 1º gennaio - Ruben Zackhras, politico marshallese (n. 1947)
- 2 gennaio - John Batchelor, artista britannico (n. 1936)
- 2 gennaio - Michele Caccavale, politico italiano (n. 1947)
- 2 gennaio - Paulien van Deutekom, pattinatrice di velocità su ghiaccio olandese (n. 1981)
- 2 gennaio - Bob Einstein, attore, comico e autore televisivo statunitense (n. 1942)
- 2 gennaio - Gene Okerlund, personaggio televisivo, conduttore televisivo e disc jockey statunitense (n. 1942)
- 3 gennaio - Bob Burrow, cestista statunitense (n. 1934)
- 3 gennaio - Radamel García, calciatore colombiano (n. 1957)
- 3 gennaio - Herbert Dwight Kelleher, dirigente d'azienda statunitense (n. 1931)
- 3 gennaio - Valquir Pimentel, arbitro di calcio brasiliano (n. 1938)
- 3 gennaio - Michael Yeung Ming-cheung, vescovo cattolico cinese (n. 1946)
- 3 gennaio - Christine de Rivoyre, scrittrice e giornalista francese (n. 1921)
- 4 gennaio - Harold Brown, politico e fisico statunitense (n. 1927)
- 4 gennaio - Fabrizio Carola, architetto, designer e urbanista italiano (n. 1931)
- 4 gennaio - Piero Sanavio, scrittore e saggista italiano (n. 1930)
- 4 gennaio - Gaspare Nello Vetro, bibliotecario, musicologo e saggista italiano (n. 1934)
- 5 gennaio - Arnold Richard Klemola, astronomo statunitense (n. 1931)
- 5 gennaio - Carlo Marini, doppiatore, direttore del doppiaggio e attore italiano (n. 1950)
- 5 gennaio - Dragoslav Šekularac, calciatore e allenatore di calcio jugoslavo (n. 1937)
- 5 gennaio - Mauro Simeoli, calciatore italiano (n. 1929)
- 6 gennaio - Alfredo Arpaia, politico italiano (n. 1930)
- 6 gennaio - Joe Belmont, cestista e allenatore di pallacanestro statunitense (n. 1934)
- 6 gennaio - Ben Coleman, cestista statunitense (n. 1961)
- 6 gennaio - Odette Drand, schermitrice francese (n. 1927)
- 6 gennaio - Emiliano Fabbricatore, abate italiano (n. 1938)
- 6 gennaio - José Ramón Fernández, militare e politico cubano (n. 1923)
- 6 gennaio - Roy Hilton, giocatore di football americano statunitense (n. 1943)
- 6 gennaio - Jurij Kušnerёv, regista, attore e produttore cinematografico sovietico (n. 1937)
- 6 gennaio - William Morgan Sheppard, attore e doppiatore britannico (n. 1932)
- 6 gennaio - René Steurbaut, cestista belga (n. 1928)
- 6 gennaio - Gustav Andreas Tammann, astronomo tedesco (n. 1932)
- 6 gennaio - Angelo Ziccardi, politico italiano (n. 1928)
- 7 gennaio - Moshe Arens, ingegnere, diplomatico e politico israeliano (n. 1925)
- 7 gennaio - Francesco Freda, truccatore italiano (n. 1925)
- 7 gennaio - John Joubert, compositore britannico (n. 1927)
- 7 gennaio - Bernard Tchoullouyan, judoka francese (n. 1953)
- 7 gennaio - Antonio Valiante, politico italiano (n. 1939)
- 8 gennaio - Pierre Barillet, drammaturgo e scrittore francese (n. 1923)
- 8 gennaio - Antal Bolvári, pallanuotista ungherese (n. 1932)
- 8 gennaio - Pietrangelo Gregorio, ingegnere e inventore italiano (n. 1928)
- 8 gennaio - Khosro Harandi, scacchista iraniano (n. 1950)
- 8 gennaio - Larry Langford, politico statunitense (n. 1946)
- 8 gennaio - Teodosio Losito, sceneggiatore, cantante e attore italiano (n. 1965)
- 8 gennaio - Jan Skogh, schermidore svedese (n. 1941)
- 9 gennaio - Filipe Abraão, cestista angolano (n. 1979)
- 9 gennaio - Fernando Aiuti, immunologo e politico italiano (n. 1935)
- 9 gennaio - Verna Bloom, attrice statunitense (n. 1938)
- 9 gennaio - Kjell Bäckman, pattinatore di velocità su ghiaccio svedese (n. 1934)
- 9 gennaio - Francesco Dal Bosco, regista, sceneggiatore e produttore cinematografico italiano (n. 1955)
- 9 gennaio - Joseph Lawson Howze, vescovo cattolico statunitense (n. 1923)
- 9 gennaio - Paul Koslo, attore tedesco (n. 1944)
- 9 gennaio - Lucretia Love, attrice statunitense (n. 1941)
- 9 gennaio - Anatolij Ivanovič Luk'janov, politico e scrittore sovietico (n. 1930)
- 9 gennaio - Milan Pančevski, politico jugoslavo (n. 1935)
- 9 gennaio - Paolo Paoloni, attore e regista teatrale italiano (n. 1929)
- 9 gennaio - Don Reynolds, attore statunitense (n. 1937)
- 10 gennaio - Erminio Boso, politico italiano (n. 1945)
- 10 gennaio - Bengt Dalunde, attore e direttore della fotografia svedese (n. 1927)
- 10 gennaio - Sergio Marazzi, geografo italiano (n. 1941)
- 10 gennaio - René Mol, allenatore di pallacanestro belga (n. 1928)
- 10 gennaio - Lionel Price, cestista britannico (n. 1927)
- 10 gennaio - Sandy Shellworth, sciatrice alpina e allenatrice di sci alpino statunitense (n. 1944)
- 11 gennaio - Michael Atiyah, matematico britannico (n. 1929)
- 11 gennaio - Narcis Bonet, compositore spagnolo (n. 1933)
- 11 gennaio - Marcello Guasti, scultore e incisore italiano (n. 1924)
- 11 gennaio - Bob Horn, pallanuotista statunitense (n. 1931)
- 11 gennaio - Folco Portinari, saggista, critico letterario e storico della letteratura italiano (n. 1926)
- 11 gennaio - Dimitris Sioufas, politico greco (n. 1944)
- 12 gennaio - Ezio Bicocca, ciclista su strada italiano (n. 1930)
- 12 gennaio - Bonnie Guitar, cantautrice, musicista e produttrice discografica statunitense (n. 1923)
- 12 gennaio - Bob Kuechenberg, giocatore di football americano statunitense (n. 1947)
- 12 gennaio - Conrad Swan, ufficiale canadese (n. 1924)
- 13 gennaio - Sally Fraser, attrice statunitense (n. 1932)
- 13 gennaio - Phil Masinga, calciatore, allenatore di calcio e dirigente sportivo sudafricano (n. 1969)
- 13 gennaio - Guy Sénac, calciatore francese (n. 1932)
- 14 gennaio - Paweł Adamowicz, politico e avvocato polacco (n. 1965)
- 14 gennaio - Gavin Smith, giocatore di poker canadese (n. 1968)
- 14 gennaio - Salvatore Giuseppe Vicario, medico e saggista italiano (n. 1927)
- 15 gennaio - Jorma Aalto, funzionario e politico finlandese (n. 1935)
- 15 gennaio - Pietro Cappellino, calciatore italiano (n. 1934)
- 15 gennaio - Carol Channing, attrice e cantante statunitense (n. 1921)
- 15 gennaio - Giuseppe De Chirico, tiratore a segno italiano (n. 1934)
- 15 gennaio - Luis Grajeda, cestista messicano (n. 1937)
- 16 gennaio - François Brune, scrittore e religioso francese (n. 1931)
- 16 gennaio - Spartaco Dini, pilota automobilistico italiano (n. 1943)
- 16 gennaio - Mirjam Pressler, scrittrice e traduttrice tedesca (n. 1940)
- 16 gennaio - Chris Wilson, musicista e cantante australiano (n. 1956)
- 16 gennaio - Maria Maddalena Yon, regista italiana (n. 1930)
- 17 gennaio - Vicente Álvarez Areces, politico spagnolo (n. 1943)
- 17 gennaio - Renzo Martini, attore italiano (n. 1938)
- 17 gennaio - Giorgio Milanesi, calciatore italiano (n. 1942)
- 17 gennaio - Mary Oliver, poetessa statunitense (n. 1935)
- 17 gennaio - Sam Savage, scrittore statunitense (n. 1940)
- 18 gennaio - Gilberto Boris Brusa, giornalista e scultore italiano (n. 1921)
- 18 gennaio - Décio Crespo, calciatore brasiliano (n. 1937)
- 18 gennaio - Rolf Graf, ciclista su strada e pistard svizzero (n. 1932)
- 18 gennaio - John Krogh, calciatore norvegese (n. 1938)
- 18 gennaio - Jermaine Marshall, cestista statunitense (n. 1990)
- 18 gennaio - Franco Pian, calciatore italiano (n. 1922)
- 18 gennaio - Etienne Vermeersch, filosofo belga (n. 1934)
- 18 gennaio - Ivan Vucov, calciatore e allenatore di calcio bulgaro (n. 1939)
- 18 gennaio - Glen Wood, pilota automobilistico e dirigente sportivo statunitense (n. 1925)
- 18 gennaio - Peter Zander, attore tedesco (n. 1922)
- 19 gennaio - Mario Bertoncini, compositore e pianista italiano (n. 1932)
- 19 gennaio - Bort, disegnatore e fumettista italiano (n. 1926)
- 19 gennaio - Gert Frank, pistard e ciclista su strada danese (n. 1956)
- 19 gennaio - Ted McKenna, batterista e compositore britannico (n. 1950)
- 19 gennaio - Tony Mendez, agente segreto statunitense (n. 1940)
- 19 gennaio - Stefanos Miltsakakis, artista marziale e attore greco (n. 1959)
- 19 gennaio - Muriel Pavlow, attrice britannica (n. 1921)
- 19 gennaio - Henry Sy, imprenditore cinese (n. 1924)
- 20 gennaio - Rosemarie Bowe, attrice statunitense (n. 1932)
- 20 gennaio - Gianfranco Chessa, politico italiano (n. 1940)
- 20 gennaio - Klaus Enders, pilota motociclistico tedesco (n. 1937)
- 20 gennaio - Evloghios Hessler, vescovo ortodosso tedesco (n. 1935)
- 20 gennaio - Joseph McDivitt, ufficiale statunitense (n. 1917)
- 20 gennaio - Masazō Nonaka, supercentenario giapponese (n. 1905)
- 20 gennaio - Jimmy Rayl, cestista statunitense (n. 1941)
- 21 gennaio - Marcel Azzola, fisarmonicista francese (n. 1927)
- 21 gennaio - Kaye Ballard, attrice e cantante statunitense (n. 1925)
- 21 gennaio - Edwin Birdsong, tastierista e organista statunitense (n. 1941)
- 21 gennaio - Lothar Kobluhn, calciatore tedesco (n. 1943)
- 21 gennaio - Silvana Maja, regista, scrittrice e giornalista italiana (n. 1963)
- 21 gennaio - Pedro Manfredini, calciatore argentino (n. 1935)
- 21 gennaio - Giuseppe Minardi, ciclista su strada italiano (n. 1928)
- 21 gennaio - Oleksandr Okuns'kyj, cestista ucraino (n. 1971)
- 21 gennaio - Leo Paquette, chimico statunitense (n. 1934)
- 21 gennaio - Emiliano Sala, calciatore argentino (n. 1990)
- 21 gennaio - Raghbir Singh Bhola, hockeista su prato indiano (n. 1927)
- 21 gennaio - Shivakumara Swami, filantropo, religioso e supercentenario indiano (n. 1907)
- 21 gennaio - MKDMSK, rapper finlandese (n. 1997)
- 21 gennaio - Harris Wofford, politico statunitense (n. 1926)
- 22 gennaio - Jaroslav Brožek, pittore e insegnante ceco (n. 1923)
- 22 gennaio - James Frawley, regista, attore e produttore televisivo statunitense (n. 1936)
- 22 gennaio - Éric Holder, scrittore francese (n. 1960)
- 22 gennaio - Maureen Murphy, nuotatrice statunitense (n. 1939)
- 23 gennaio - Dick Dolman, politico olandese (n. 1935)
- 23 gennaio - Jonas Mekas, regista, poeta e artista lituano (n. 1922)
- 23 gennaio - Hidekichi Miyazaki, atleta giapponese (n. 1910)
- 23 gennaio - Aloysius Pang, attore singaporiano (n. 1990)
- 23 gennaio - Jean Quertier, tennista britannica (n. 1925)
- 23 gennaio - Jean-Pierre Wintenberger, matematico francese (n. 1954)
- 23 gennaio - Erik Olin Wright, sociologo, saggista e attivista statunitense (n. 1947)
- 23 gennaio - Anthony de Jasay, saggista ungherese (n. 1925)
- 24 gennaio - Giovanni Campus, poeta italiano (n. 1930)
- 24 gennaio - Robert H. Mounce, biblista e musicologo statunitense (n. 1921)
- 24 gennaio - Renzo Pigni, politico e partigiano italiano (n. 1925)
- 24 gennaio - Silvano Sarti, partigiano e sindacalista italiano (n. 1925)
- 24 gennaio - Fernando Sebastián Aguilar, cardinale e arcivescovo cattolico spagnolo (n. 1929)
- 24 gennaio - Carl Wilson, calciatore inglese (n. 1940)
- 25 gennaio - Mario Andrea Bartolini, politico e sindacalista italiano (n. 1930)
- 25 gennaio - Florence Knoll, architetta, designer e imprenditrice statunitense (n. 1917)
- 25 gennaio - Dušan Makavejev, regista e sceneggiatore jugoslavo (n. 1932)
- 25 gennaio - Krishna Sobti, scrittrice e saggista indiana (n. 1925)
- 25 gennaio - Jaume Traserra Cunillera, vescovo cattolico spagnolo (n. 1934)
- 25 gennaio - Ray Vasquez, cantante, musicista e trombonista statunitense (n. 1924)
- 26 gennaio - Bruno Amaducci, direttore d'orchestra e musicista svizzero (n. 1925)
- 26 gennaio - Boško Đokić, allenatore di pallacanestro e giornalista serbo (n. 1953)
- 26 gennaio - Giovannino Fiori, politico italiano (n. 1924)
- 26 gennaio - Franco Ghiadoni, calciatore e allenatore di calcio italiano (n. 1933)
- 26 gennaio - Jean Guillou, organista, pianista e compositore francese (n. 1930)
- 26 gennaio - Henrik Jørgensen, maratoneta danese (n. 1961)
- 26 gennaio - Michel Legrand, compositore, pianista e arrangiatore francese (n. 1932)
- 26 gennaio - Wilma Lipp, soprano austriaco (n. 1925)
- 26 gennaio - Mulamba Ndaye, calciatore della Repubblica Democratica del Congo (n. 1948)
- 26 gennaio - Giuseppe Zamberletti, politico italiano (n. 1933)
- 26 gennaio - Vittorio Zanetti, calciatore e allenatore di calcio italiano (n. 1943)
- 27 gennaio - Joseph Buttigieg, filologo, critico letterario e traduttore maltese (n. 1947)
- 27 gennaio - Gaudio Catellani, scrittore, cantante e compositore italiano (n. 1952)
- 27 gennaio - Ray Freeman, allenatore di calcio e calciatore inglese (n. 1944)
- 27 gennaio - Nina Fedorova, fondista sovietica (n. 1947)
- 27 gennaio - Erica Yohn, attrice e doppiatrice statunitense (n. 1928)
- 28 gennaio - Jurrie Koolhof, calciatore e allenatore di calcio olandese (n. 1960)
- 28 gennaio - Viviana Larice, attrice italiana (n. 1926)
- 29 gennaio - Elaine Bonazzi, mezzosoprano statunitense (n. 1936)
- 29 gennaio - James Ingram, cantante e compositore statunitense (n. 1952)
- 29 gennaio - Gerri Lawlor, attrice e doppiatrice statunitense (n. 1969)
- 29 gennaio - Egisto Pandolfini, calciatore e allenatore di calcio italiano (n. 1926)
- 29 gennaio - Rodolfo Vitone, artista italiano (n. 1927)
- 30 gennaio - Romano Agostinelli, calciatore e allenatore di calcio italiano (n. 1928)
- 30 gennaio - Carlo Enzo, biblista e filosofo italiano (n. 1927)
- 30 gennaio - Peter Mikkelsen, arbitro di calcio danese (n. 1960)
- 30 gennaio - Dick Miller, attore statunitense (n. 1928)
- 31 gennaio - Francesco Bissolotti, liutaio italiano (n. 1929)
- 31 gennaio - Elena Clementelli, poetessa, critica letteraria e traduttrice italiana (n. 1923)
- 31 gennaio - Kálmán Ihász, calciatore ungherese (n. 1941)
- 31 gennaio - Pablo Larios, calciatore messicano (n. 1960)
- 31 gennaio - Susan Player, modella e attrice statunitense (n. 1954)
- 31 gennaio - Andrzej Poppe, storico e bizantinista polacco (n. 1926)
- 31 gennaio - Graham Stilwell, tennista britannico (n. 1945)